# Старо селище
Старо селище е село в Североизточна България. То се намира в община Исперих, област Разград.

## География
Селото се намира на 2 километра от резервата „Воден“, който е известен с многообразието на животинските видове и резиденцията, построена по време на комунистическия режим.

## Спорт
- ФК „Стара сила“